# ريمو سين
ريمو سين هو لاعب كرة قدم سويسري في مركز الوسط، ولد في 26 سبتمبر 1976. لعب مع نادي بادن ‏.